# 树才
树才（1965年—），原名陈树才，浙江奉化人，中国现代诗人。
树才1987年毕业于北京外国语学院法语系。1990年至1994年在驻外大使馆任外交官。2000年6月进入中国社会科学院外国文学研究所工作。树才1987年开始发表诗歌，诗作被选入几十种诗歌选集。部分作品被译成法语。现居北京。

## 主要作品
- 《单独者》
- 随笔集《窥》
- 《树才短诗选》
- 译著《勒韦尔迪诗选》
- 译著《夏尔诗选》
- 译著《博纳富瓦诗选》
- 譯本《小王子》